# Musée d'État de l'histoire de l'astronautique C. E. Tsiolkovski

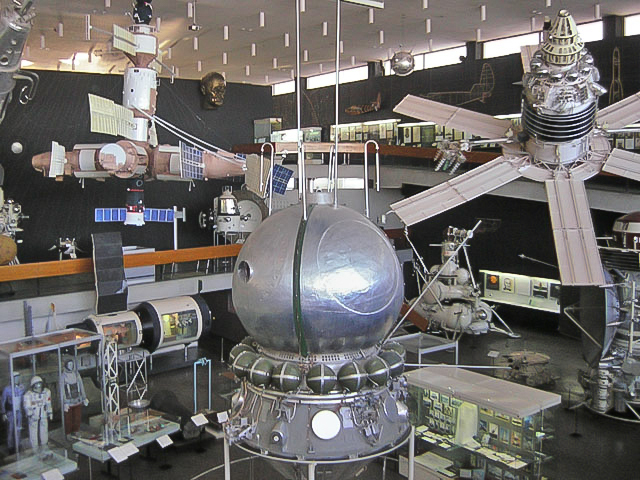
Le hall consacré à la technologie spatiale.

Le Musée d'État de l'histoire de l'astronautique C.E. Tsiolkovski (en russe Государственный музей истории космонавтики имени К.Э.Циолковского) est un musée consacré au théoricien de l'astronautique russe Constantin Tsiolkovski et à l'histoire du programme spatial soviétique et russe situé à Kalouga en Russie. Le musée, qui a ouvert en 1967, est également depuis 1979 un centre de recherche scientifique et technique.

## Historique
Constantin Tsiolkovski (1857-1935), professeur et théoricien de l'astronautique, a passé une grande partie de sa vie dans la ville de Kalouga située à environ 150 km au sud-ouest de Moscou. Au début des années 1960, Sergueï Korolev, responsable du programme spatial soviétique, et Youri Gagarine, premier homme à aller dans l'espace, décident de créer dans cette ville un musée consacré à l’œuvre de Tsiolkovski et aux réalisations spatiales. La première pierre est posée par Gagarine le 13 juin 1961 et le musée est inauguré le 3 octobre 1967. Il s'agit à l'époque du premier musée consacré à l'astronautique. Le musée accueille aujourd'hui environ 100 000 visiteurs par an.

## Exposition principale
L'exposition principale, dont la superficie couverte est de 2 300 m2, comprend deux parties. La première est consacrée aux travaux de Tsiolkovski et montrent notamment une maquette d'une fusée conçue par celui-ci ainsi que des copies de certains de ses ouvrages scientifiques. Le reste de l'exposition présente de très nombreuses maquettes d'engins spatiaux exposés dans des salles ou à l'extérieur. Le musée conserve 60 000 objets liés à l'histoire du programme spatial.  
On y trouve notamment des maquettes et modèles des engins spatiaux et équipements suivants :
- le premier satellite artificiel Spoutnik 1 ;
- le vaisseau spatial Vostok 1 ;
- les combinaisons spatiales des premiers cosmonautes ;
- le rover lunaire Lunokhod 1 ;
- le satellite de télécommunications Molnia ;
- les combinaisons spatiales des premiers cosmonautes ;
- la station spatiale Saliout 1 ;
- un module de la station spatiale Mir ;
- la fusée Vostok.

## Autres départements
Le musée comprend également un planétarium de 10 mètres de diamètre et 100 places . Le musée gère la maison de Kalouga dans laquelle a vécu Tsiolkovski. Celle-ci a été restaurée dans son état original et  peut être visitée.  